# إيفان إدواردز
إيفان إدواردز (بالإنجليزية: Evan Edwards)‏ (14 ديسمبر 1898 في المملكة المتحدة - 1 يناير 1958) هو مدرب كرة قدم ولاعب كرة قدم بريطاني (وحمل سابقاً جنسية المملكة المتحدة لبريطانيا العظمى وأيرلندا) في مركز الهجوم. لعب مع سوانزي سيتي ونادي ليتون أورينت ونادي نورثامبتون تاون ووولفرهامبتون واندررز ونادي هاليفاكس تاون وEbbw Vale F.C. ‏ وMerthyr Town F.C. ‏ وMid Rhondda F.C. ‏ ودارلينجتون إف سى.